# Konopnica (Łódź)
Konopnica è un comune rurale polacco del distretto di Wieluń, nel voivodato di Łódź.
Ricopre una superficie di 83,06 km² e nel 2004 contava 3 957 abitanti.